# Любохня (Лодзинське воєводство)
Любохня (пол. Lubochnia) — село в Польщі, у гміні Любохня Томашовського повіту Лодзинського воєводства.
Населення — 1051 особа (2011).
У 1975-1998 роках село належало до Пйотрковського воєводства.

## Демографія
Демографічна структура станом на 31 березня 2011 року:
|          | Загалом | Допрацездатний вік | Працездатний вік | Постпрацездатний вік |
| -------- | ------- | ------------------ | ---------------- | -------------------- |
| Чоловіки | 503     | 114                | 349              | 40                   |
| Жінки    | 548     | 107                | 322              | 119                  |
| Разом    | 1051    | 221                | 671              | 159                  |